# Agarplatta

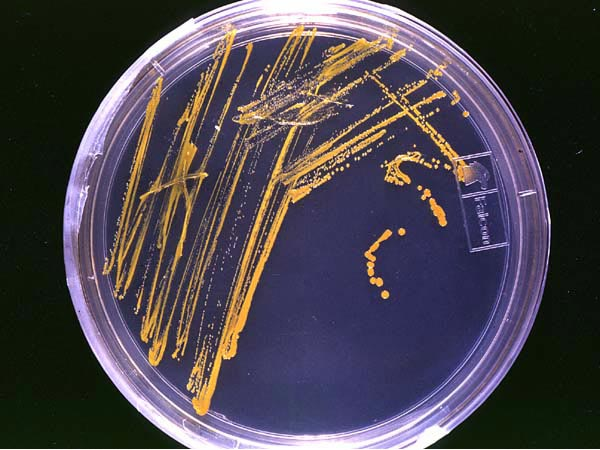
En agarplatta flammig med mikroorganismer som isolerats från en djuphavssvamp. Individuella kolonier kan ses som enskilda punkter till höger.

En agarplatta är en petriskål som innehåller ett tillväxtmedium (oftast agar plus näring) som används för att kultivera mikroorganismer och små plantor likt mossan Physcomitrella patens, som används vid forskning.

## Historia
Fram till 1882 använde man olika näringslösningar för att göra odlingar av mikroorganismer, med gelatin som bas. Då kom Fanny Angelina Hesse på idén att använda agar, eftersom det till skillnad från gelatinet var klarare och inte smälte vid kroppstemperatur.
År 1887 förbättrade Julius Richard Petri den platta glasskålen som användes i laboratoriet genom att skapa ett lock som skyddade odlingen mot kontamination. Först under 1890-talet började man lägga till agar i petriskålarna och det moderna sättet att odla mikroorganismer var skapat.